# Lijst van universiteiten in Rusland
Dit is een (onvolledige) lijst van universiteiten in Rusland.
Europees deel
- Russische Staatsuniversiteit Immanuel Kant - Kaliningrad
- Staatsuniversiteit van Moskou - Moskou
- RANEPA - Moskou
- Russische Staatsuniversiteit voor de Geesteswetenschappen - Moskou
- Staatsinstituut voor Internationale Betrekkingen van Moskou - Moskou
- Technische Staatsuniversiteit van Moskou - Moskou
- Instituut voor Natuurkunde en Techniek van Moskou (MIPT)
- Universiteit van de Vriendschap der Volkeren - Moskou
- Staatsuniversiteit van Sint-Petersburg
- Europese Universiteit in Sint-Petersburg
- Universiteit van Syktyvkar - Syktyvkar

Aziatisch deel
- Nationale Universiteit van het Verre Oosten - Vladivostok
- Pedagogische Staatsuniversiteit van Biejsk - Biejsk
- Federale Universiteit van de Oeral - Jekaterinenburg
- Siberische Staatsuniversiteit voor Lucht- en Ruimtevaart - Krasnojarsk
- Staatsuniversiteit van Kalmukkië - Elista
- Staatsuniversiteit van Jakoetsk - Jakoetsk
- Staatsuniversiteit van Novosibirsk - Novosibirsk
- Staatsuniversiteit van Omsk - Omsk
- Staatsuniversiteit van Tomsk - Tomsk
- Staatsuniversiteit voor Economie en Diensten van Vladivostok - Vladivostok
- Staats-Technische Universiteit van de Oeral - Jekaterinenburg en Nizjni Tagil
- Technische Staatsuniversiteit van het Verre Oosten - Vladivostok